# FF Большой Медведицы
FF Большой Медведицы (лат. FF Ursae Majoris), HD 82286 — одиночная переменная звезда в созвездии Большой Медведицы на расстоянии приблизительно 374 световых лет (около 115 парсеков) от Солнца. Видимая звёздная величина звезды — от +8,47m до +8,35m.

## Характеристики
FF Большой Медведицы — жёлтая эруптивная переменная звезда типа RS Гончих Псов (RS) спектрального класса G5. Эффективная температура — около 4519 К.